# Mammea veimauriensis
Mammea veimauriensis är en tvåhjärtbladig växtart som beskrevs av P.F. Stevens. Mammea veimauriensis ingår i släktet Mammea och familjen Calophyllaceae. Inga underarter finns listade i Catalogue of Life.